# Ein Schloß am Wörthersee

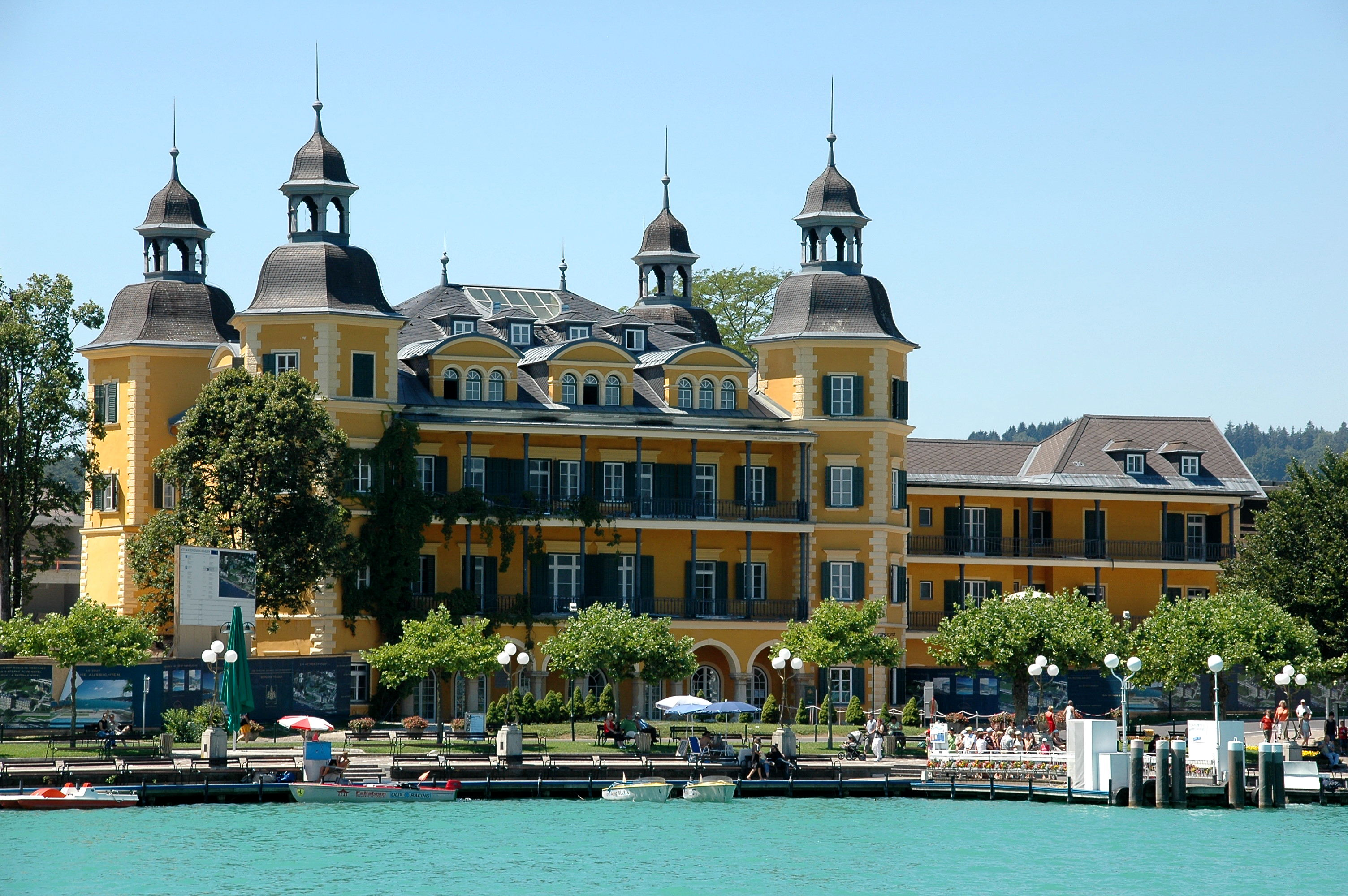
Het Schloß

Ein Schloß am Wörthersee is een Duits/Oostenrijkse televisieserie rond het kasteelhotel in Velden am Wörther See, die tussen 1990 en 1992 werd uitgezonden.
De serie werd geproduceerd door Lisa Film voor RTL plus en bestaat uit 34 afleveringen verspreid over drie seizoenen.
Na de eerste uitzendingen op RTL plus volgden herhalingen bij Super RTL, tm3 en op verschillende zenders van de ARD (via Das Erste en meerdere derde zenders).

## Verhaal
Lennie Berger erft het "Schlosshotel Velden" van zijn oom en wil het weer uit het slop trekken. Bij de eerste ontmoetingen met de werknemers stuit Berger echter op weerstand van de werknemers en van andere hotels rond de Wörthersee. Met name hoteldirecteur Reiner Janssen ziet Berger als een grote concurrent. Janssen vertrekt vervolgens en wordt directeur van het kuurhotel "Karnerhof" waardoor hij meer druk kan uitoefenen op het kasteelhotel. Ook kamermeisje Ida Jellinek, op wie Berger een oogje heeft, vertrekt naar het "Casino Velden". Naarmate de tijd verstrijkt wordt de liefde tussen Berger en Jellinek inniger. De vorige geliefde van Berger, Krista Springer, probeert echter tussenbeide te komen. Ook directrice Anja Weber vertrekt later van het kasteelhotel naar het kuurhotel, waardoor Berger het zonder leidinggevend personeel moet stellen.
De weduwe Krista Springer heeft reisbureau Springer geërfd en oefent, naarmate het seizoensbegin nadert, steeds grotere druk uit op de wederopbouw van het kasteelhotel. De weduwe Springer geeft ook een bankgarantie af voor het hotel, waardoor zij ook financieel bij de zaak betrokken raakt. Omdat Berger te druk is met zijn werk, verwaarloost hij zijn relatie met Ida, met wie hij inmiddels verloofd is. Ida verwijdert zich van Berger en wordt verliefd op de Franse zakenman André Blondeau. Max - Bergers zoon uit zijn eerste huwelijk - komt op bezoek en dit zorgt voor de nodige turbulentie.
Wanneer Berger plotseling komt te overlijden erft zijn zoon Max het kasteelhotel. Bergers ex-vrouw Elke Berger neemt hierna de leiding van het hotel op zich, omdat Max nog minderjarig is. De wederopbouw is nog altijd niet voltooid. Haar broer Leo Laxeneder bemoeit zich ook met de zaak, maar verliest het hotel bijna aan de stiekeme zakenman Thomas Kramer. Ondertussen pacht Elke Berger het luxe Parkhotel, om het personeel aan het werk te kunnen houden.

## Hoofdrollen
- Roy Black - Lennie Berger (seizoen 1–2)
- Julia Biedermann - Ida Jellinek (seizoen 1–2)
- Manfred Lehmann - Reiner Janssen (seizoen 1)
- Pierre Brice - André Blondeau (seizoen 2–3)
- Uschi Glas - Elke Berger (seizoen 3)
- Christine Schuberth - Ulla Wagner (seizoen 1–3)
- Andrea Heuer - Anja Weber (seizoen 1–3)
- Julia Kent - Krista Springer (seizoen 1–3)
- Otto W. Retzer - Josip (seizoen 1–3)
- Adi Peichl - Malek (seizoen 1–3)
- Alexander Bouymin - Max Berger (seizoen 2–3)
- Helmut Fischer - Leo Laxeneder (seizoen 3)
- Henry van Lyck - Thomas Kramer (seizoen 3)

Hoofdrolspeler Roy Black overleed na het tweede seizoen. In het derde seizoen is hoofdpersonage Lennie Berger ook overleden en neemt Uschi Glas als Elke Berger de hoofdrol over.

## Gastrollen
In de serie speelden onder andere de volgende personen een gastrol:
Marijke Amado, David Cassidy, Dennie Christian, Hans Clarin, Drafi Deutscher, Falco, Linda Gray, Nina Hagen, Larry Hagman, Jörg Haider, Udo Jürgens, Harald Juhnke, Alice & Ellen Kessler, Hildegard Knef, Peter Kraus en Telly Savalas.